# Rezerwat przyrody Dolina Waliczówki
Rezerwat przyrody Dolina Waliczówki – florystyczny rezerwat przyrody utworzony w 1995 roku na terenie Puszczy Białowieskiej w dolinie strumienia leśnego Waliczówka.
Powierzchnia rezerwatu wynosi 44,75 ha. Znajduje się on na terenie gminy Narewka w powiecie hajnowskim.
Został stworzony dla ochrony odznaczających się wysokim stopniem naturalności zbiorowisk leśnych oraz zbiorowisk roślinności nieleśnej obejmujących zespoły turzycowe, występujące w strefie źródliskowej Waliczówki.
Według obowiązującego planu ochrony ustanowionego w 2003 roku, obszar rezerwatu objęty jest ochroną czynną.